# Middleport (Nueva York)
Middleport es una villa ubicada en el condado de  Niágara en el estado estadounidense de Nueva York. En el año 2000 tenía una población de 1,917 habitantes y una densidad poblacional de 848 personas por km².

## Geografía
Middleport se encuentra ubicada en las coordenadas 43°12′42″N 78°28′32″O / 43.21167, -78.47556.

## Demografía
Según la Oficina del Censo en 2000 los ingresos medios por hogar en la localidad eran de $36,464, y los ingresos medios por familia eran $44,712. Los hombres tenían unos ingresos medios de $35,135 frente a los $22,500 para las mujeres. La renta per cápita para la localidad era de $17,043. Alrededor del 8.3% de la población estaban por debajo del umbral de pobreza.